# Daima Villalón
Daima Villalón (26 de febrero de 1994) es una deportista cubana que compite en taekwondo. Ganó una medalla de bronce en los Juegos Panamericanos de 2015 en la categoría de –67 kg.

## Palmarés internacional
| Juegos Panamericanos | Juegos Panamericanos | Juegos Panamericanos | Juegos Panamericanos |
| Año                  | Lugar                | Medalla              | Categoría            |
| -------------------- | -------------------- | -------------------- | -------------------- |
| 2015                 | Toronto (Canadá)     | Medalla de bronce    | –67 kg               |